# Gerhard Falkenburg
Gerhard Falkenburg (* ca. 1538 in Nimwegen; † 5. September 1578 in Steinfurt; auch Gerardus Falkenburgius bzw. Falckenburgius) war ein niederländischer Humanist. Sein Hauptwerk ist die Herausgabe der Editio Princeps der Dionysiaka des Nonnos von Panopolis.
Falkenburg studierte zunächst in Bourges bei Cujacius Rechtswissenschaft, später auch in Dole (1562) und in Italien, hielt sich einige Zeit in Paris und 1563 auch in England auf. 1569 wohnte er in Antwerpen, wo er aufgrund einer aus dem Besitz des Erzbischofs Arsenios von Monemvasia (Arsenius Apostolius) stammenden Handschrift die Dionysiaka des Nonnos erstmals zusammen mit kritischen Anmerkungen und Konjekturen (lectiones et coniecturae) herausgab.
Von seinem weiteren Schicksal ist nur bekannt, dass er 1578 infolge eines Reitunfalls starb. Zu jener Zeit gehörte er dem Gefolge des Grafen Hermann von Neuenahr an.